# إيلي بوبا
إيلي بوبا هو منافس ألعاب قوى روماني، ولد في 9 مايو 1940، وتوفي في مارس 2016.

## وصلات خارجية
- إيلي بوبا على موقع الاتحاد الدولي لألعاب القوى (الإنجليزية)
- إيلي بوبا على موقع أوليمبيديا (الإنجليزية)